# Maison Cormier
La maison Cormier est une maison de style Second Empire située au 1353, rue Saint-Calixte  à Plessisville au Québec (Canada). Elle a été construite en 1885 et 1886 pour le compte de Charles Cormier (1813 – 1887), homme d'affaires et sénateur. Elle est ensuite habitée par Napoléon-Charles Cormier (1844-1915), aussi sénateur. La maison de 23 pièces est vendue en 1919 aux Sœurs de la Charité de Montréal, qui la convertit en hôpital et lui donne le nom de « hôpital du Sacré-Cœur de Plessisville ». La maison est reconnue immeuble patrimonial en 1978 et le ministère des Affaires sociales du Québec en fait rénover l'intérieur en 1986. En 2012, elle devient classée lors de la mise en vigueur de la loi sur le patrimoine culturel.